# Yaacov Agam
Yaacov Agam, pseudonimo di Yaacov Gipstein (Rishon LeZion, 11 maggio 1928), è uno scultore e artista israeliano, appartenente alla corrente artistica dell'Op art e dell'arte cinetica.

## Biografia

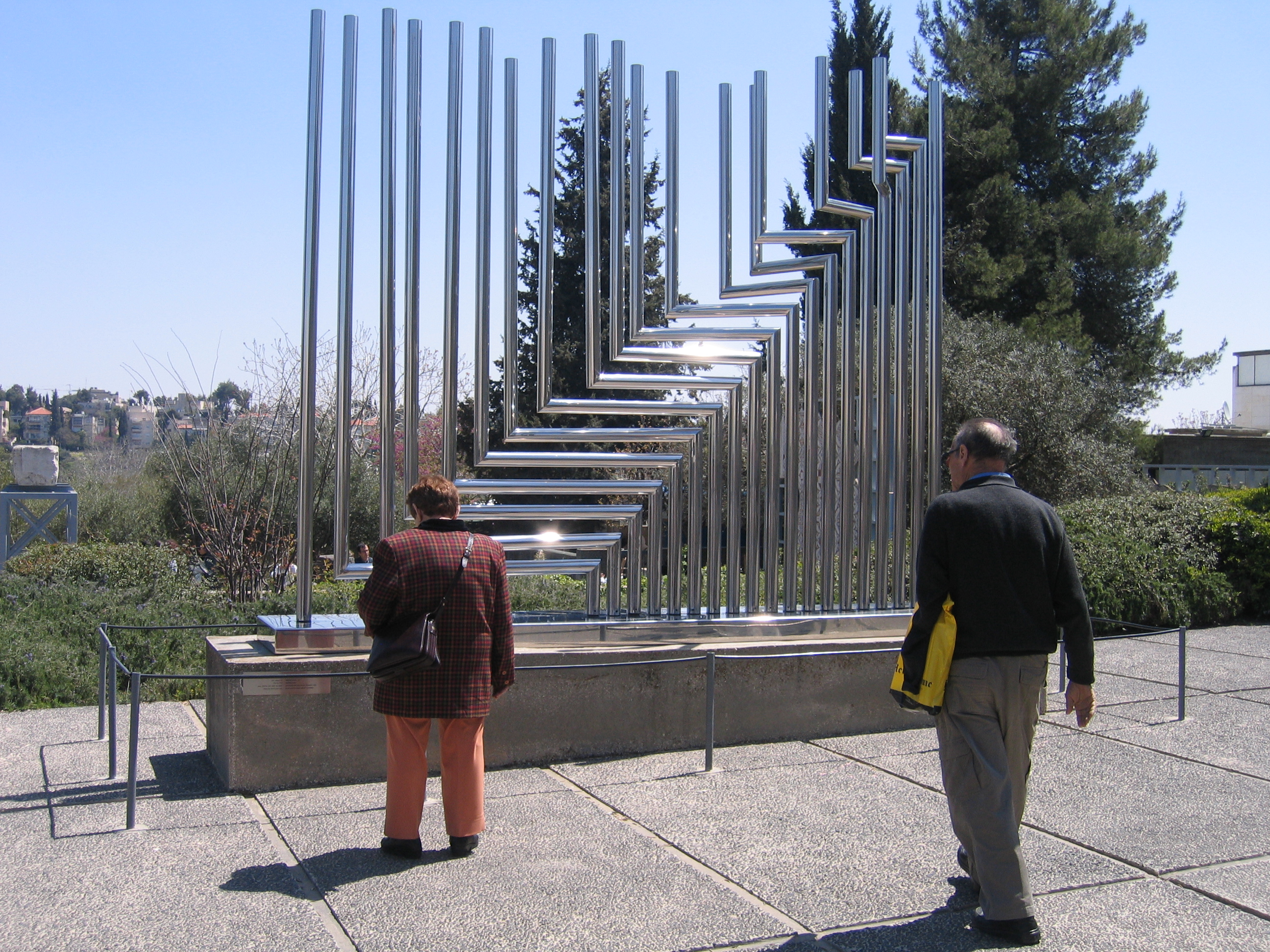
Gli "Otto Livelli" di Yaacov Agam.

Nato a Rishon LeZion (all'epoca sotto il mandato governativo degli inglesi) da una famiglia religiosa, studia all'Accademia delle Arti e Design Bezalel a Gerusalemme. Dopodiché si trasferì a Zurigo, e poi a Parigi, dove si stabilì. La sua prima personale ebbe luogo nel 1953 a Parigi, alla Galleria Graven. Nel 1955 viene riconosciuto come uno dei più importanti esponenti del neonato movimento artistico dell'Op art, e partecipa alla mostra "La Mouvement" insieme a Jesús Rafael Soto, Carlos Cruz-Díez, Pol Bury, Alexander Calder, Jean Tinguely e Victor Vasarely. 
Nel 1964 partecipa alla mostra Documenta 3 a Kassel in Germania.
I lavori di Agam sono, solitamente, astratti con caratteristiche cinetiche; questo artista inoltre predilige l'uso di luci e suoni nelle sue installazioni.
I suoi pezzi più conosciuti includono:
- Double Metamorphosis III, 1965;
- La fontana di La Défense, 1975;
- La fontana nel viale Dizengoff di Tel Aviv, 1986;
- Visual Music Orchestration, 1989.

È anche molto conosciuto per aver inventato una nuova tecnica di stampa, l'agamografia. Nel 1996 è stato insignito dall'UNESCO della Medaglia Jan Amos Comenius per aver ideato il "Metodo Agam", un sistema per l'educazione visiva dei bambini.